# انتخابات مجلس الأمن التابع للأمم المتحدة 2014
عُقدت انتخابات مجلس الأمن التابع للأمم المتحدة لعام 2014 في 16 أكتوبر 2014، وذلك خلال الدورة التاسعة والستين للجمعية العامة للأمم المتحدة، في مقر الأمم المتحدة بمدينة نيويورك. وقد خُصِّصت هذه الانتخابات لاختيار خمسة أعضاء غير دائمين في مجلس الأمن لفترة مدتها سنتان تبدأ في 1 يناير 2015.
وفقًا لقواعد التناوب في مجلس الأمن، التي تنص على تدوير المقاعد العشرة غير الدائمة بين المجموعات الإقليمية المختلفة التي تنقسم إليها الدول الأعضاء في الأمم المتحدة لأغراض التصويت والتمثيل، تم تخصيص المقاعد الخمسة المتاحة على النحو التالي:
- مقعد واحد لمجموعة الدول الإفريقية
- مقعد واحد لمجموعة آسيا والمحيط الهادئ
- مقعد واحد لمجموعة أمريكا اللاتينية ومنطقة البحر الكاريبي
- مقعدان لمجموعة أوروبا الغربية ودول أخرى

شغلت الدول التالية المقاعد في مجلس الأمن للفترة 2015–2016: أنغولا، ماليزيا، نيوزيلندا، إسبانيا، وفنزويلا.